# Stockholmsåsen
Stockholmsåsen, ist ein ca. 60 Kilometer langer Os, der vom südlichen Uppland durch den Län Stockholm bis ins nordöstliche Södermanland verläuft. Ein Teil dieses Geschieberückens ist der Brunkebergsåsen im Stadtgebiet von Stockholm.

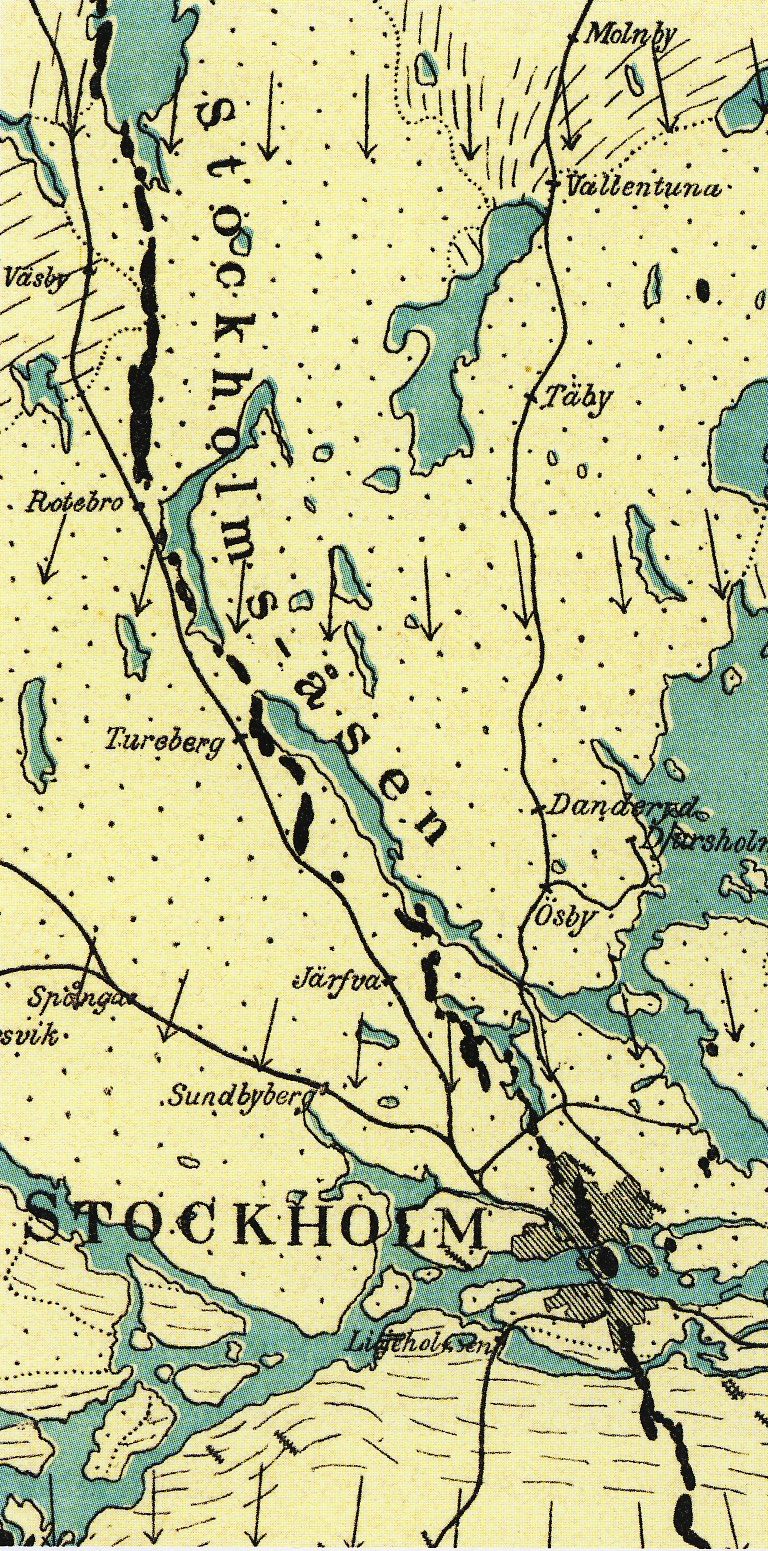
Felsgrund und Geschieberücken in Stockholms Umgebung. 1897, nach dem schwedischen Geologen Gerard De Geer (1858–1943). Norden nach links.